# José María Montealegre
José María Montealegre Fernández (San José, 1815 – San Francisco, 1887) è stato un politico costaricano.
Presidente della Costa Rica dal 1859 al 1863, promulgò una costituzione liberale.